# La cena de los acusados
La cena de los acusados (título original: The Thin Man; traducido: El hombre delgado) fue una comedia cinematográfica de 1934 dirigida por W. S. Van Dyke y protagonizada por William Powell, Myrna Loy y Maureen O'Sullivan basándose en el guion de Albert Hackett y Frances Goodrich.  
Fue la primera de las comedias cinematográficas de detectives que representaron los actores William Powell y Myrna Loy como Nick y Nora Charles. Con sus protagonistas y los actores que los encarnaban, esas comedias obtuvieron una enorme popularidad.  

## Títulos de la saga

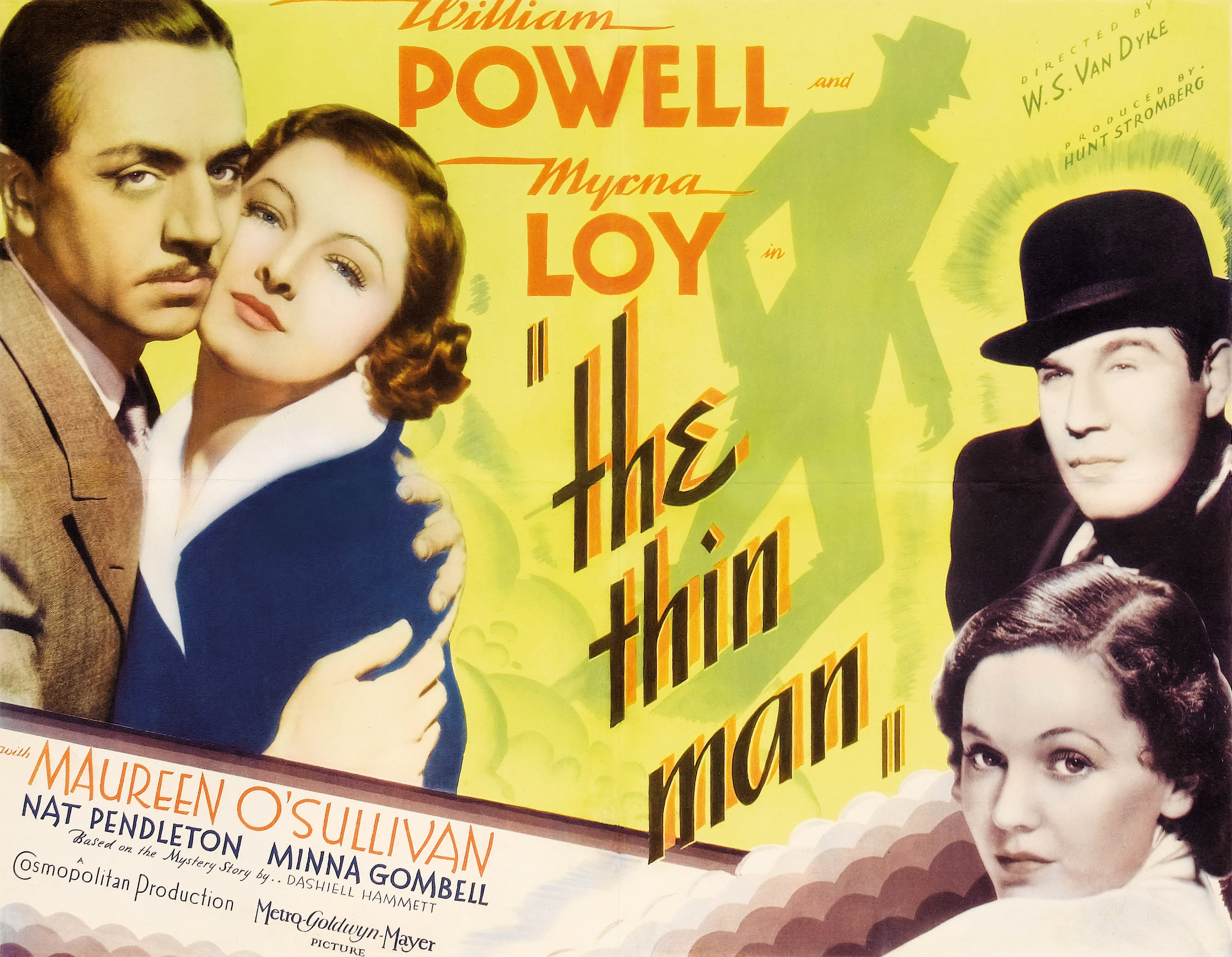
Otro cartel de la primera película.

- La cena de los acusados (The Thin Man, 1934)
- Ella, él y Asta (After the Thin Man, 1936)
- Otra reunión de los acusados (Another Thin Man, 1939)
- La sombra de los acusados (Shadow of the Thin Man, 1941)
- El regreso de aquel hombre (The Thin Man Goes Home, 1944)
- La ruleta de la muerte (Song of the Thin Man, 1947)

## Premios
National Board of Review
| Año  | Reconocimiento              | Resultado |
| ---- | --------------------------- | --------- |
| 1934 | Diez mejores filmes del año | Incluida  |